# Richard A. Eggleton
Richard A. Eggleton, avstralski geolog in geomorfolog, * 1937.
Po njem so leta 1984 poimenovali mineral eggletonit.